# Fridtjof Nansen
Fridtjof Nansen (Store Frøen, 10 ottobre 1861 – Bærum, 13 maggio 1930) è stato un esploratore, scienziato e politico norvegese, noto anche come Federico Nansen.
Fu Premio Nobel per la pace nel 1922, riconoscimento conferitogli per la sua attività come Alto Commissario per i Rifugiati (United Nations High Commissioner for Refugees-UNHCR) della Società delle Nazioni.
Fu lui a concepire il passaporto Nansen, destinato a proteggere gli apolidi. Al suo nome è intitolato il Nansen Refugee Award, un riconoscimento a chi si è distinto nel campo dei rifugiati.
Come esploratore, è ricordato, tra l'altro, per il primo attraversamento sugli sci della Groenlandia (nel 1888-1889) e per la spedizione della nave Fram (1893-1896) per lo studio della deriva della banchisa artica. A lui si deve anche la bottiglia di Nansen, strumento per l'indagine chimica oceanografica.

## Biografia

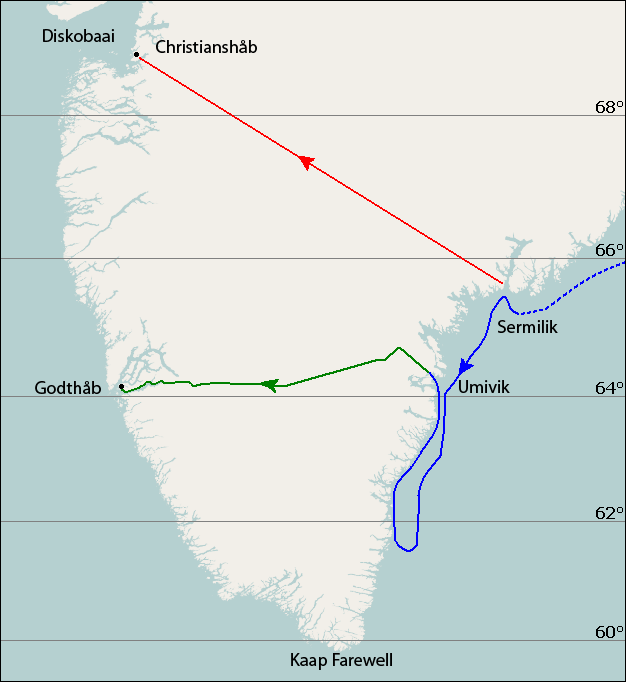
La rotta di Nansen nel 1888

Fridtjof Nansen nacque il 10 ottobre 1861 nella tenuta di famiglia situata a Store Frøen, nei pressi della città di Christiania, l'attuale Oslo. Figlio di un avvocato, crebbe insieme al fratello Alexander e frequentò le scuole a Christiania, interessandosi prevalentemente alle scienze naturali. Da giovane ebbe molteplici interessi sportivi, dedicandosi sia allo sci di fondo che al pattinaggio, ottenendo ottimi successi in entrambi gli sport; all'età di diciotto anni conquistò il record mondiale di pattinaggio sul miglio. La sua intenzione era di diventare ufficiale di marina, ma seguendo i consigli paterni scelse di studiare zoologia, attività che riteneva gli avrebbe permesso di trascorrere molto tempo nella natura. Dal 1880 al 1881 studiò presso l'università di Christiania.
Il giovane Fridtjof, contagiato dalla stessa passione di un antenato paterno - Hans Nansen, ex-sindaco di Copenaghen, distintosi per l'esplorazione del Mar Bianco - seguì con entusiasmo i consigli di un suo professore e, nel 1882, si imbarcò sulla nave Viking, originariamente dedicata alla pesca delle foche, a bordo della quale trascorse un periodo navigando nel mare di Groenlandia e facendo ricerche sui venti, sulle correnti, sui movimenti dei ghiacci e sulla fauna artica.
Nel 1886 studiò nei laboratori della Stazione zoologica Dohrn di Napoli.
Dopo gli studi lavorò per un breve periodo presso il museo zoologico di Bergen, nel quale si dedicò allo studio del sistema nervoso di alcune specie di invertebrati. Pochi giorni dopo l'ottenimento del dottorato di ricerca, partì per una spedizione per l'attraversamento della Groenlandia sugli sci.
La spedizione, composta da 6 persone (Fridtjof Nansen, Otto Sverdrup, Oluf Christian Dietrichson, Kristian Kristiansen Trana, e due Sami: Samuel Johannesen Balto e Ole Nielsen Ravna), partì il 9 maggio 1888 e, dopo alcuni ritardi dovuti alle condizioni dei ghiacci sulla costa groenlandese, il 15 agosto iniziò l'attraversamento dell'isola partendo dalla baia di Umivik. Il 12 ottobre i sei arrivarono a Godthåb, sulla costa occidentale. In tutto erano stati percorsi circa 560 km, giungendo fino a 3.000 m s.l.m. di quota. I sei tornarono in Norvegia nella primavera del 1889.
L'osservazione delle correnti durante la navigazione nei mari della Groenlandia ed il ritrovamento di alcuni reperti di un naufragio fecero sì che Nansen si convincesse dell'esistenza di una corrente artica, che dalla Siberia fluiva verso il Polo Nord e da lì verso la Groenlandia. Per dimostrarne l'esistenza fece costruire una nave, la Fram, e il 24 giugno 1893 salpò da Christiania per raggiungere il Polo Nord dalle isole della Siberia, facendosi sospingere dall'ipotizzata corrente.
La nave, attrezzata con viveri per sei anni e carburante per otto, fu appositamente lasciata andare alla deriva fino ad essere imprigionata dai ghiacci. Ben presto divenne però chiaro che il movimento della nave era troppo lento; il 14 marzo 1895 Nansen, accompagnato da Fredrik Hjalmar Johansen, abbandonò la nave utilizzando tre slitte trainate da 28 cani e due kayak (con un peso complessivo di 663 kg) e decise di tentare di raggiungere a piedi il Polo, distante 770 chilometri.
Durante la marcia i due incontrarono condizioni meteorologiche pessime e, giunti alla latitudine di 86°14' N, decisero di abbandonare il tentativo e di marciare verso la Terra di Francesco Giuseppe. Fino a quel momento nessun altro uomo era giunto così vicino al Polo Nord. I due furono costretti a trascorrere l'inverno sull'isola, in condizioni difficilissime; nell'estate del 1896 incrociarono fortunosamente una spedizione britannica guidata da Frederick George Jackson, che li rimpatriò il 13 agosto dello stesso anno. Una settimana dopo anche la Fram (sulla quale era rimasto il resto dell'equipaggio mentre Nansen e Joahnsen provavano a raggiungere il Polo via terra) rientrò in patria.

### La carriera accademica
Nansen fu professore di zoologia, e più tardi di oceanografia, presso l'università di Christiania (Oslo) ed effettuò ricerche di rilievo nel campo della neurologia e della dinamica dei fluidi.
Fu uno dei primi a teorizzare che le reti neuronali consistano di cellule individuali, che comunicano fra di loro. Nansen effettuò inoltre ampie ricerche sull'origine delle correnti oceaniche, utilizzando il materiale raccolto durante la spedizione sulla Fram. Insieme al matematico svedese Vagn Walfrid Ekman teorizzò che l'origine delle correnti deriva dalla rotazione terrestre e fu coinvolto nell'elaborazione della spirale di Ekman, che spiega il fenomeno.

### La carriera diplomatica

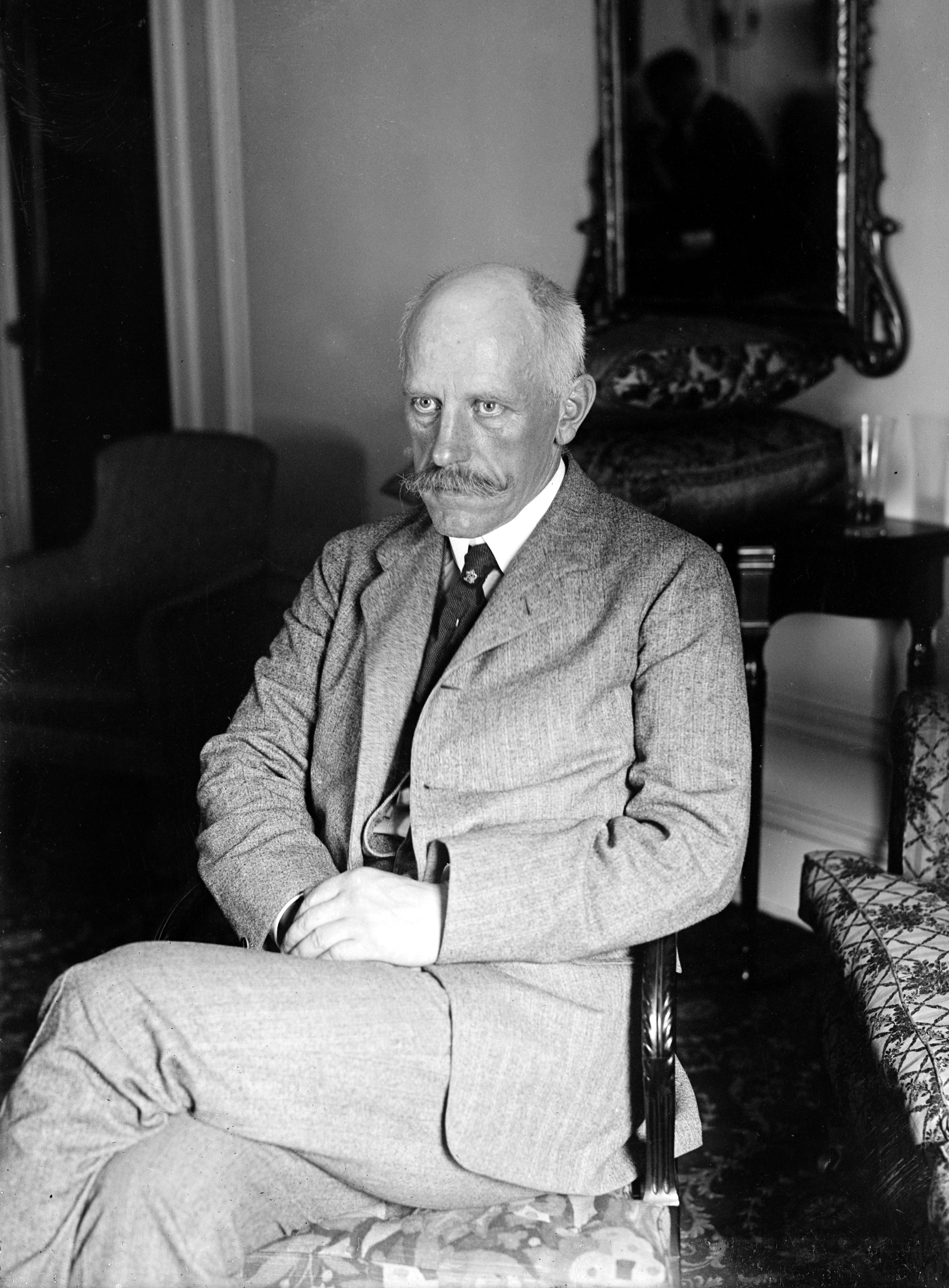
Fridtjof Nansen

Nel 1905 i contrasti fra Svezia e Norvegia si erano fortemente inaspriti. La Norvegia chiedeva l'istituzione di un governo proprio. Ad agosto la popolazione norvegese votò per la separazione dalla Svezia e la tensione aumentò ulteriormente.
Quando la Svezia pose delle condizioni inaccettabili per la Norvegia, Nansen fu inviato in missione diplomatica prima a Copenaghen e poi a Londra, dove rimase quasi un mese per convincere i britannici a prendere le parti della causa norvegese. Gradualmente le richieste svedesi furono ridotte ed a metà ottobre si giunse ad un trattato che concedeva l'indipendenza alla Norvegia.
Nansen fu personalmente coinvolto nei colloqui che convinsero il principe Carlo di Danimarca a divenire re di Norvegia, con il nome di Haakon VII.

### La Società delle Nazioni
Dopo la prima guerra mondiale Nansen divenne Alto Commissario della Società delle Nazioni e fu impiegato in diverse iniziative, fra le quali l'organizzazione degli scambi di prigionieri di guerra e l'aiuto ai rifugiati sovietici; nel corso di questa operazione Nansen ideò il cosiddetto "Passaporto Nansen" per i rifugiati.
Inoltre si occupò dell'assistenza alle popolazioni russe in piena carestia dopo otto anni di guerra interna ed esterna.
Garantì protezione e sostegno a milioni di esuli greci ed armeni, coinvolti dalle conseguenze di conflitti spinti da forti nazionalismi. In Armenia esistono moltissime vie e piazze dedicate a Nansen.
La gestione del passaporto fu a cura dell'Ufficio per i Rifugiati della Società delle Nazioni, attivo fino al 1938 ed intestato alla memoria di Nansen dopo la sua morte (Ufficio internazionale Nansen per i rifugiati).
Per l'impegno in quest'ambito gli fu conferito il Premio Nobel per la Pace nel 1922.
Morì improvvisamente nel 1930 mentre stava preparando una nuova missione nell'Artico.
L'UNHCR ha dedicato alla sua memoria il Nansen Refugee Award (già Nansen Medal), assegnato annualmente a persone o organizzazioni che abbiano dato un contributo rilevante alla causa del sostegno ai rifugiati.
Dal 2013, in occasione della prima Giornata europea dei Giusti, a Nansen sono dedicati un albero e un cippo al Giardino dei Giusti di Milano.

## Opere
- Nansen, Fridtjof, Nel cuore della Groenlandia. 1888: la prima traversata con gli sci, Galaad Edizioni, 2011, a cura di Davide Sapienza
- Nansen, Fridtjof, La spedizione della Fram, Carte Scoperte, 2001, a cura di Davide Sapienza
- Nansen, Fridtjof, The First Crossing of Greenland, Longmans, Green & Co., 1890
- Nansen, Fridtjof, Fra ghiacci e tenebre. La spedizione polare norvegese 1893-1896, Voghera Editore, Roma 1897
- Pierpaolo Mistri, SKI - Dalla preistoria alla conquista delle Alpi, Nuovi Sentieri Editore, 2009

## Ascendenza
|                                           |                                              |                                                       | Genitori                     |  |  | Nonni |  |  | Bisnonni             |  |  | Trisnonni     |  |
|                                           |                                              |                                                       |                              |  |  |       |  |  | Ancher Antoni Nansen |  |  | Mikkel Nansen |  |
|                                           |                                              |                                                       |                              |  |  |       |  |  | Ancher Antoni Nansen |  |  | Mikkel Nansen |  |
|                                           |                                              | Karen Didrichsen Wolfsen                              |                              |  |  |       |  |  | Ancher Antoni Nansen |  |  |               |  |
| Hans Leierdahl Nansen                     |                                              |                                                       |                              |  |  |       |  |  | Ancher Antoni Nansen |  |  |               |  |
|                                           |                                              | Petrikke Johanne Hansdatter Leyrdal                   | Hans Jonassen Leyrdal        |  |  |       |  |  |                      |  |  |               |  |
|                                           |                                              | Petrikke Johanne Hansdatter Leyrdal                   | Hans Jonassen Leyrdal        |  |  |       |  |  |                      |  |  |               |  |
|                                           |                                              | Petrikke Johanne Hansdatter Leyrdal                   | Alida Catharina Geelmuyden   |  |  |       |  |  |                      |  |  |               |  |
| Baldur Fridtjof Nansen                    |                                              | Petrikke Johanne Hansdatter Leyrdal                   |                              |  |  |       |  |  |                      |  |  |               |  |
|                                           |                                              | Ernst Andreas Hartvig Møller                          | Nicolaus Møller              |  |  |       |  |  |                      |  |  |               |  |
|                                           |                                              | Ernst Andreas Hartvig Møller                          | Nicolaus Møller              |  |  |       |  |  |                      |  |  |               |  |
|                                           |                                              | Ernst Andreas Hartvig Møller                          | Catharina Wendelia Berling   |  |  |       |  |  |                      |  |  |               |  |
| Vendelia Christiane Louise Møller         |                                              | Ernst Andreas Hartvig Møller                          |                              |  |  |       |  |  |                      |  |  |               |  |
|                                           |                                              | Anna Sophie Seyfart                                   | …                            |  |  |       |  |  |                      |  |  |               |  |
|                                           |                                              | Anna Sophie Seyfart                                   | …                            |  |  |       |  |  |                      |  |  |               |  |
|                                           |                                              | Anna Sophie Seyfart                                   | …                            |  |  |       |  |  |                      |  |  |               |  |
| Fridtjof Nansen                           |                                              | Anna Sophie Seyfart                                   |                              |  |  |       |  |  |                      |  |  |               |  |
|                                           | Frederik Anton Wedel, langravio di Jarlsberg | Frederik Christian Otto Wedel, langravio di Jarlsberg |                              |  |  |       |  |  |                      |  |  |               |  |
|                                           | Frederik Anton Wedel, langravio di Jarlsberg | Frederik Christian Otto Wedel, langravio di Jarlsberg |                              |  |  |       |  |  |                      |  |  |               |  |
|                                           | Frederik Anton Wedel, langravio di Jarlsberg | Sophie Rigborg Amalie Huitfeldt                       |                              |  |  |       |  |  |                      |  |  |               |  |
| barone Christian Frederik Wedel Jarlsberg | Frederik Anton Wedel, langravio di Jarlsberg |                                                       |                              |  |  |       |  |  |                      |  |  |               |  |
|                                           |                                              | Catharine von Storm                                   | Caspar Herman von Storm      |  |  |       |  |  |                      |  |  |               |  |
|                                           |                                              | Catharine von Storm                                   | Caspar Herman von Storm      |  |  |       |  |  |                      |  |  |               |  |
|                                           |                                              | Catharine von Storm                                   | Ida Sophie von Mangelsen     |  |  |       |  |  |                      |  |  |               |  |
| baronessa Adelaide Wedel Jarlsberg        |                                              | Catharine von Storm                                   |                              |  |  |       |  |  |                      |  |  |               |  |
|                                           |                                              | Christoph Burchard Reiniger von Witzleben             | Adam Levin von Witzleben     |  |  |       |  |  |                      |  |  |               |  |
|                                           |                                              | Christoph Burchard Reiniger von Witzleben             | Adam Levin von Witzleben     |  |  |       |  |  |                      |  |  |               |  |
|                                           |                                              | Christoph Burchard Reiniger von Witzleben             | Karoline von Sobbe           |  |  |       |  |  |                      |  |  |               |  |
| Hedevig Frederikke von Witzleben          |                                              | Christoph Burchard Reiniger von Witzleben             |                              |  |  |       |  |  |                      |  |  |               |  |
|                                           |                                              | Hedevig Dorothea von Rumohr                           | Henning Bendix von Rumohr    |  |  |       |  |  |                      |  |  |               |  |
|                                           |                                              | Hedevig Dorothea von Rumohr                           | Henning Bendix von Rumohr    |  |  |       |  |  |                      |  |  |               |  |
|                                           |                                              | Hedevig Dorothea von Rumohr                           | Adelheid Benedicte von Blome |  |  |       |  |  |                      |  |  |               |  |
|                                           |                                              | Hedevig Dorothea von Rumohr                           |                              |  |  |       |  |  |                      |  |  |               |  |